# ATC kod C02
ATC kod C02 Antihipertenzivi su terapeutska podgrupa sistema za anatomsko terapeutsko hemijsku klasifikaciju. Ovaj sistem alfanumeričkih kodova je razvio  za klasifikaciju lekova i drugih medicinskih proizvoda.  Podgrupa C02 je deo anatomske grupe C Kardiovaskularni sistem.

Kodovi za veterinarsku upotrebu (ATCvet kodovi) se mogu formirati stavljanjem slova Q ispred humanih ATC kodova: QC02... 
Nacionalna izdanja ATC klasifikacije mogu da obuhvataju dodatne kodove koji nisu prisutni na ovoj listi.

### C02AARauvolfijskialkaloidi
C02AA01 Rescinamin
C02AA02 Rezerpin
C02AA03 Kombinacije alkaloida rauvolfije
C02AA04 Rauvolfijski alkaloidi, ceo koren
C02AA05 Deserpidin
C02AA06 Metoserpidin
C02AA07 Bietaserpin
C02AA52 Reserpin, kombinacije
C02AA53 Kombinacije rauvolfijskih alkoloida, kombinacije
C02AA57 Bietaserpin, kombinacije

### C02ABMetildopa
C02AB01 Metildopa (levorotatorna)
C02AB02 Metildopa (racemat)

### C02AC Agonistiimidazolinskogreceptora
C02AC01 Klonidin
C02AC02 Gvanfacin
C02AC04 Tolonidin
C02AC05 Moksonidin
C02AC06 Rilmenidin

## C02B Antiadrenergički agensi koji blokirajuganglione

### C02BASulfonijumskiderivati
C02BA01 Trimetafan

### C02BB Sekundarni i tercijarniamini
C02BB01 Mecamylamine

## C02C Antiadrenergički agensi, periferno deljujući

### C02CAAlfa-adrenoreceptorski antagonisti
C02CA01 Prazosin
C02CA02 Indoramin
C02CA03 Trimazosin
C02CA04 Doksazosin
C02CA06 Urapidil

### C02CCGvanidinskiderivati
C02CC01 Betanidin
C02CC02 Gvanetidin
C02CC03 Gvanoksan
C02CC04 Debrisokvin
C02CC05 Gvanoklor
C02CC06 Gvanazodin
C02CC07 Gvanoksabenz

## C02D Agensi koji deluju na arteriolarne glatke mišiće

### C02DATiazidniderivati
C02DA01 Diazoksid

### C02DBHidrazinoftalazinskiderivati
C02DB01 Dihidralazin
C02DB02 Hidralazin
C02DB03 Endralazin
C02DB04 Kadralazin

### C02DCPirimidinskiderivati
C02DC01 Minoksidil

### C02DDNitrofericijanidniderivati
C02DD01 Nitroprusid

### C02DG Gvanidinski derivati
C02DG01 Pinacidil

## C02K Drugi antihipertenzivi

### C02KA Alkaloidi, izuzev rauvolfijskih
C02KA01 Veratrum

### C02KB Inhibitoritirozinskehidroksilaze
C02KB01 Metirozin

### C02KCMAO inhibitors
C02KC01 Pargilin

### C02KDSerotoninski antagonisti
C02KD01 Ketanserin

### C02KX Drugi antihipertenzivi
C02KX01 Bosentan
C02KX02 Ambrisentan
C02KX03 Sitaksentan

## C02L Antihipertenzivi i diuretici u kombinaciji

### C02LA Rauvolfijski alkaloidi i diuretici u kombinaciji
C02LA01 Rezerpin i diuretici
C02LA02 Rescinamin i diuretici
C02LA03 Deserpidin i diuretici
C02LA04 Metoserpidin i diuretici
C02LA07 Bietaserpin i diuretici
C02LA08 Rauvolfijski alkaloidi, ceo koren i diuretici
C02LA09 Sirozingopin i diuretici
C02LA50 Kombinacije rauvolfijskih alkaloida i diuretika uključujući druge kombinacije
C02LA51 Rezerpin i diuretici, kombinacije sa drugim lekovima
C02LA52 Rescinamin i diuretici, kombinacije sa drugim lekovima
C02LA71 Reserpin i diuretici, kombinacije sa psiholopticima

### C02LB Metildopa i diuretici u kombinaciji
C02LB01 Metildopa (levorotatorna) i diuretici

### C02LC Agonisti imidazolinskog receptora u kombinaciji sa diureticima
C02LC01 Klonidin i diuretici
C02LC05 Moksonidin i diuretici
C02LC51 Klonidin i diuretici, kombinacije sa drugim lekovima

### C02LE Antagonisti alfa-adrenoreceptora i diuretici
C02LE01 Prazosin i diuretici

### C02LF Gvanidinski derivati i diuretici
C02LF01 Gvanetidin i diuretici

### C02LG Hidrazinoftalazinski derivati i diuretici
C02LG01 Dihidralazin i diuretici
C02LG02 Hidralazin i diuretici
C02LG03 Pikodralazin i diuretici
C02LG51 Dihidralazin i diuretici, kombinacije sa drugim lekovima
C02LG73 Pikodralazin i diuretici, kombinacije sa psiholepticima

### C02LK Alkaloidi, izuzev rauvolfijskih, u kombinaciji sa diureticima
C02LK01 Veratrum i diuretici

### C02LL MAO inhibitori i diuretici
C02LL01 Pargilin i diuretici

### C02LX Drugi antihipertenzivi and diuretici
C02LX01 Pinacidil i diuretici